# Estació de Vilafranca del Penedès
Vilafranca del Penedès és una estació de ferrocarril propietat d'Adif situada a la població de Vilafranca del Penedès, a la comarca de l'Alt Penedès. L'estació es troba a la línia Barcelona-Martorell-Vilafranca-Tarragona, per on circulen trens de la línia R4 de Rodalies de Catalunya operats per Renfe Operadora, servei que uneix el Bages, el Vallès Occidental i Barcelona amb Sant Vicenç de Calders via les comarques del Baix Llobregat, Alt Penedès i Baix Penedès.
Aquesta estació de la línia de Vilafranca va entrar en servei l'any 1865 quan es va obrir el tram entre Martorell i Tarragona, sis anys més tard que la línia arribés a Martorell. L'estació és capçalera de part dels trens de la línia que arriben fins a Vilafranca (procedència/destinació Barcelona).
L'any 2016 va registrar l'entrada de 917.000 passatgers.

## Edifici
L'edifici de l'estació protegit com a bé cultural d'interès local. Es tracta d'un edifici aïllat, amb façana a la via i a la plaça. Té un cos central de planta baixa i dos pisos, i dos cossos laterals de planta baixa i un pis. Hi ha terrat superior. Presenta un gran cobert d'espera en voladís. Llenguatge eclèctic amb detalls interiors modernistes. L'estació està situada en una zona urbanitzada a conseqüència de l'arribada del tren a Vilafranca. Hi ha coberts i molls de càrrega i descàrrega. Té connexió amb els magatzems del carrer del Comerç. La zona ferroviària presenta gran interès formal i històric. L'estació provisional es va fer el 1865, data de l'arribada del tren per primera vegada a Vilafranca (línia de Martorell a Tarragona per l'interior). La inauguració de l'estació definitiva no va tenir lloc fins a l'any 1911.

## Soterrament
La línia d'alta velocitat Madrid - Saragossa - Barcelona - Frontera Francesa transcorre per bona part de l'Alt Penedès paral·lela a la línia de Vilafranca, raó per la qual el projecte de la LAV a Vilafranca incloïa el soterrament de la línia de Vilafranca al seu pas per la ciutat. L'obra del soterrament es va finalitzar l'any 2006.
El desembre del 2003 es va signar un acord entre l'Ajuntament de Vilafranca del Penedès i el Ministeri de Foment, pel qual el Ministeri es comprometia a simultaniejar la construcció de la LAV i la cobertura de les vies de la línia convencional. El Ministeri es va fer càrrec de les despeses de construcció dels murs i les vies i l'Ajuntament la plataforma de cobertura alhora que se li'n cedia l'ús.
Segons Marcel Esteve, alcalde de Vilafranca, la nova estació seria l'obra més important del segle, ja que suposaria guanyar 80.000 m² d'espai lliure. El projecte de construcció de la via i el cobriment tenien un pressupost d'uns 77 milions d'euros. Foment n'assumiria 47,6; la Generalitat 8, i l'Ajuntament 15, a més dels més de 7 milions d'euros provinents de convenis urbanístics.
Amb la construcció de la línia d'alta velocitat es va soterrar la línia al seu pas per Vilafranca, passant de 8 vies (6 passants i 2 topalls) a 2 passants i 2 topalls. L'edifici de viatgers segueix en el mateix estat i amb les mateixes funcions, tot i que està prevista la creació d'un nou edifici modern integrat en el passeig.
Entre el Pont de la Pelegrina i l'estació de muntatge de la LAV està previst que s'hi situï una estació a la LAV per a trens regionals. L'Ajuntament de Vilafranca va encarregar a l'empresa pública Barcelona Regional (BR) l'any 2006 la redacció del projecte de l'estació. L'oposició es va mostrar sorpresa al·legant que no estava confirmat que la ciutat tingués una estació d'aquest tipus.

## Serveis ferroviaris
| Rodalia de Barcelona            |            |                           |                                  |                        |
| Procedència/Destinació          | <          | Línia                     | >                                | Procedència/Destinació |
| terminal Sant Vicenç de Calders | Els Monjos |                           | La Granada Sant Sadurní d'Anoia¹ | Terrassa Manresa       |
| Projectat                       |            |                           |                                  |                        |
| Mataró                          | La Granada | Línia Orbital Ferroviària | Canyelles                        | Vilanova i la Geltrú   |

1. Alguns trens de rodalia no fan parada ni a La Granada ni a Lavern-Subirats, sent la següent o anterior Sant Sadurní d'Anoia.